# Drosera browniana
Drosera browniana este o specie de plante carnivore din genul Drosera, familia Droseraceae, ordinul Caryophyllales, descrisă de Allen Lowrie și N.Marchant.
Este endemică în:
- Ashmore-Cartier Is..
- Western Australia.

Conform Catalogue of Life specia Drosera browniana nu are subspecii cunoscute.